# ジェームズ・ヤング (コーチビルダー)

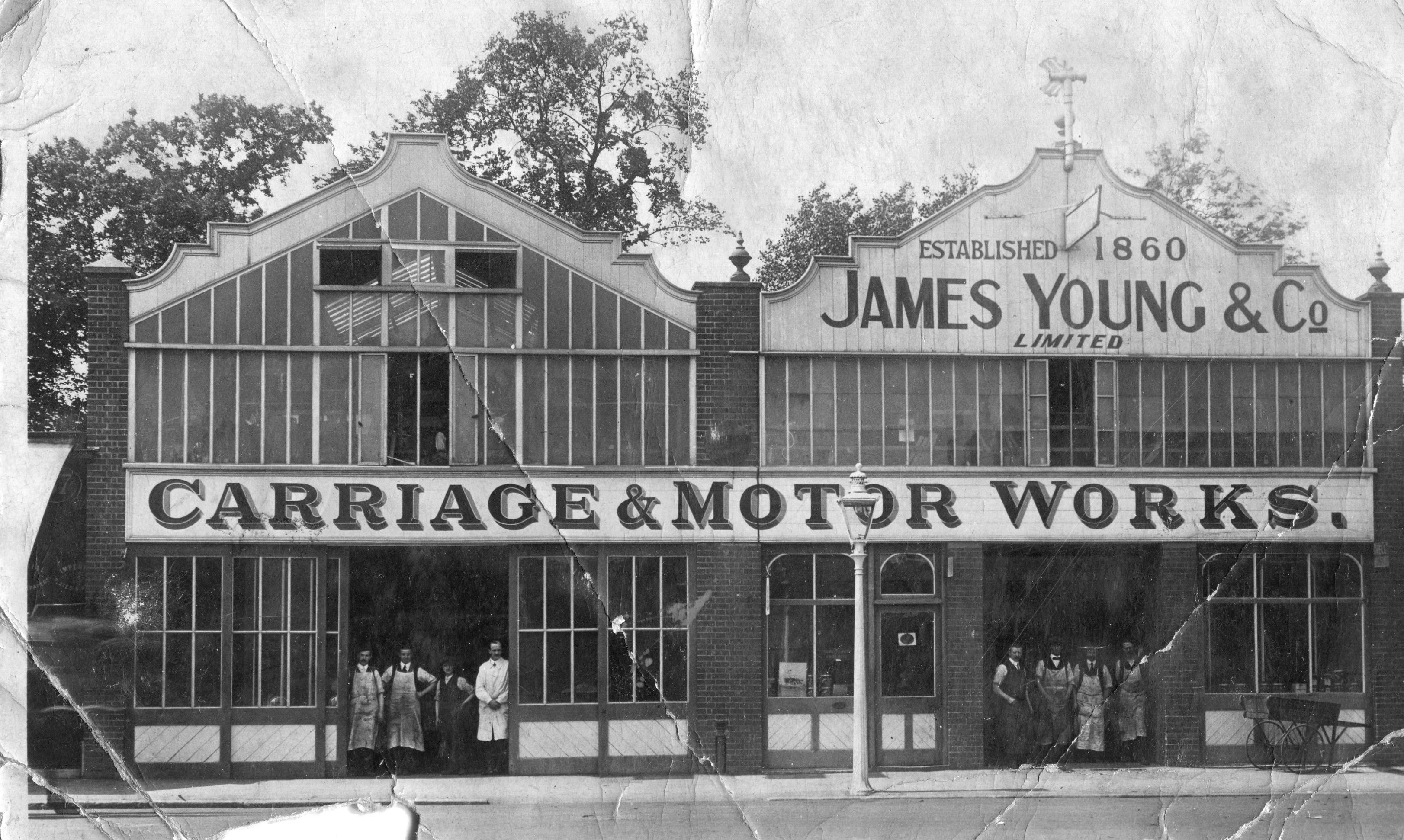
第一次世界大戦前に撮影されたと見られるジェームズ・ヤング社

ジェームズ・ヤング（James Young ）はイギリスのコーチビルダーである。
1863年に創業し、当初ユニークな馬車車体製造で有名になった。1908年、ウーズレーを最初に自動車のコーチビルダーに転身した。1937年にはジャック・バークレイに買収され、第二次世界大戦では戦闘機の燃料タンクや救命筏の製造をしていた。戦後ジャック・バークレイは空力のスペシャリストであったガーニー・ナッツィン（J Gurney Nutting & Co Limited ）を買収した。
ミュリナー・パークウォードがロールス・ロイス社内コーチワーク部門となって以来唯一の社外コーチビルダーとなっていたが、スタンダード・スチール・ボディ（英語版）の出現以来大きな特徴が感じられない「高品質に磨きをかけたスタンダード」という存在となってしまい、1968年、シルヴァーシャドウの2ドアサルーンを最後にコーチビルダーとしての活動を終えた。